# Psyllobora parvinotata
Psyllobora parvinotata är en skalbaggsart som beskrevs av Thomas Casey 1899. Psyllobora parvinotata ingår i släktet Psyllobora och familjen nyckelpigor. Inga underarter finns listade i Catalogue of Life.